# Абачев, Эседулла Абдулмуминович
Эседулла́ Абдулмуми́нович Аба́чев (род. 13 июня 1968, Зильдик, Дагестанская АССР) — российский военачальник, командующий 2-м армейским корпусом Народной милиции подконтрольной России ЛНР с 2022 года. Герой Российской Федерации (2022). Герой Луганской Народной Республики (2022). Генерал-лейтенант (2023).

## Биография
Родился 13 июня 1968 года в селе Зильдик Хивского района Дагестанской АССР. По национальности табасаран.
В 1989 году окончил Харьковское гвардейское высшее танковое командное училище, в 2002 году — Общевойсковую академию Вооружённых Сил Российской Федерации.
В разные годы проходил службу: командиром танковой роты 20-й мотострелковой дивизии (1990-е гг.), начальником службы материально-технического обеспечения 78-й бригады материально-технического обеспечения; командиром полка, далее командиром 19-й отдельной мотострелковой бригады (2014—2017 гг.); начальником штаба 5-й общевойсковой армии ВС РФ (2017—2021 гг.); полномочным представителем Министерства обороны Российской Федерации в республике Дагестан (2021—2022 гг.).
Участвовал в боевых действиях: армяно-азербайджанском конфликте, второй чеченской войне, войне в Грузии в 2008 году, военной операции в Сирии.
Указом Президента Российской Федерации от 18 марта 2021 года № 148 Эседулле Абачеву присвоено воинское звание генерал-майор.
24 февраля 2022 года началось вторжение России на Украину. Абачев совместным указом Президента Российской Федерации и главы подконтрольной России Луганской Народной Республики был назначен командующим 2-м армейским корпусом Народной милиции ЛНР.
20 апреля 2022 года указом главы Луганской Народной Республики за «героизм и мужество» Эседулле Абдулмуминовичу Абачеву присвоено высшее звание Героя Луганской Народной Республики, вручён знак особого отличия — медаль «Золотая Звезда».
4 июля 2022 года указом президента России Абачев удостоен звания Героя Российской Федерации. Награждение связано с заявленной РФ оккупацией Луганской области Украины.
Указом Президента РФ от 17 февраля 2023 года присвоено воинское звание генерал-лейтенант.
По информации ГУР Минобороны Украины, 17 августа 2025 года, в результате ракетного удара ВСУ по колонне военных в Курской области, получил серьёзные ранения, вследствие чего в Центральном клиническом госпитале имени Вишневского в Москве ему были ампутированы рука и нога.

## Награды
- Герой Российской Федерации (4 июля 2022 )
- Герой Луганской Народной Республики (20 апреля 2022)[8];
- орден Кадырова (12 мая 2022) — за заслуги в деле защиты интересов Отечества, мужество и отвагу, проявленные при исполнении служебных обязанностей[9][10]
- орден Мужества;
- орден «За военные заслуги»;
- медали ордена «За заслуги перед Отечеством» I (с мечами) и II степеней;
- медаль «За отвагу»;
- медаль «За отличие в воинской службе» II степени;
- ряд ведомственных медалей Минобороны России;
- медаль «Боевое содружество» (Сирия);
- медаль «За боевое содружество» (Южная Осетия).